# Santa Croce (Reggio Emilia)
Santa Croce o Santa Croce esterna (Santa Crōs o Santa Cròus in dialetto reggiano) è un'antica frazione urbana del comune di Reggio Emilia stralciata nel 1914 dai territori parrocchiali di Ospizio e Mancasale. Posta a nord del centro storico, prende il nome da una delle quattro porte della città, Porta Santa Croce. Da non confondere con Santa Croce interna, il quartiere contiguo interno, però, al centro storico di Reggio.

## Storia
La frazione perse il carattere di insediamento rurale praticamente dalla sua fondazione, all'inizio del XX secolo, quando furono insediate in loco le Officine Meccaniche Reggiane e, successivamente, il Campo Volo (aeroporto). Da allora il quartiere ha conosciuto uno sviluppo urbano con insediamenti a carattere prevalentemente operaio.

## Infrastrutture e trasporti
Il quartiere è servito dalla stazione di Reggio Santa Croce, sulla ferrovia Reggio Emilia-Guastalla, e ospita il deposito locomotive di Reggio Emilia.

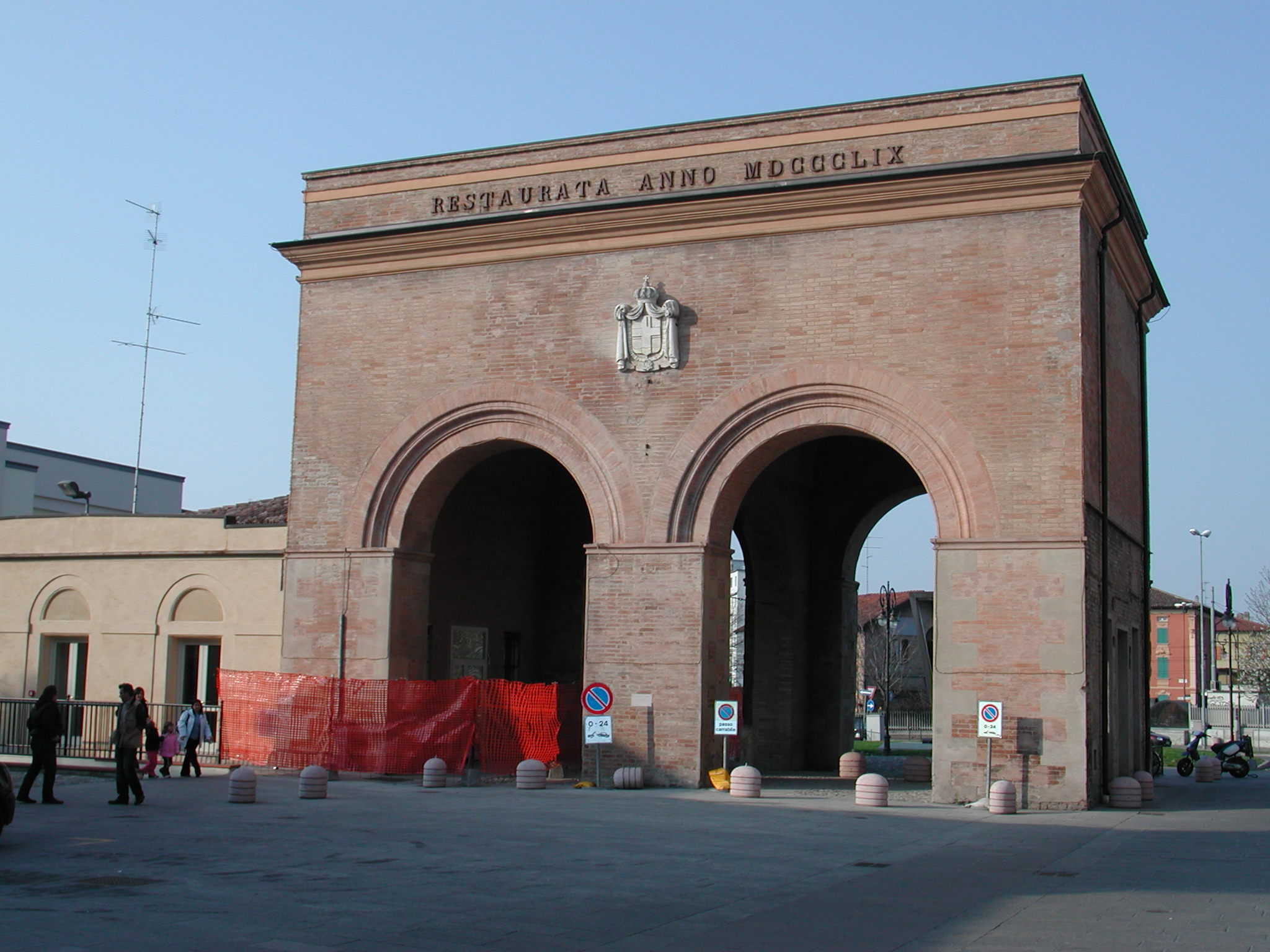
Porta Santa Croce
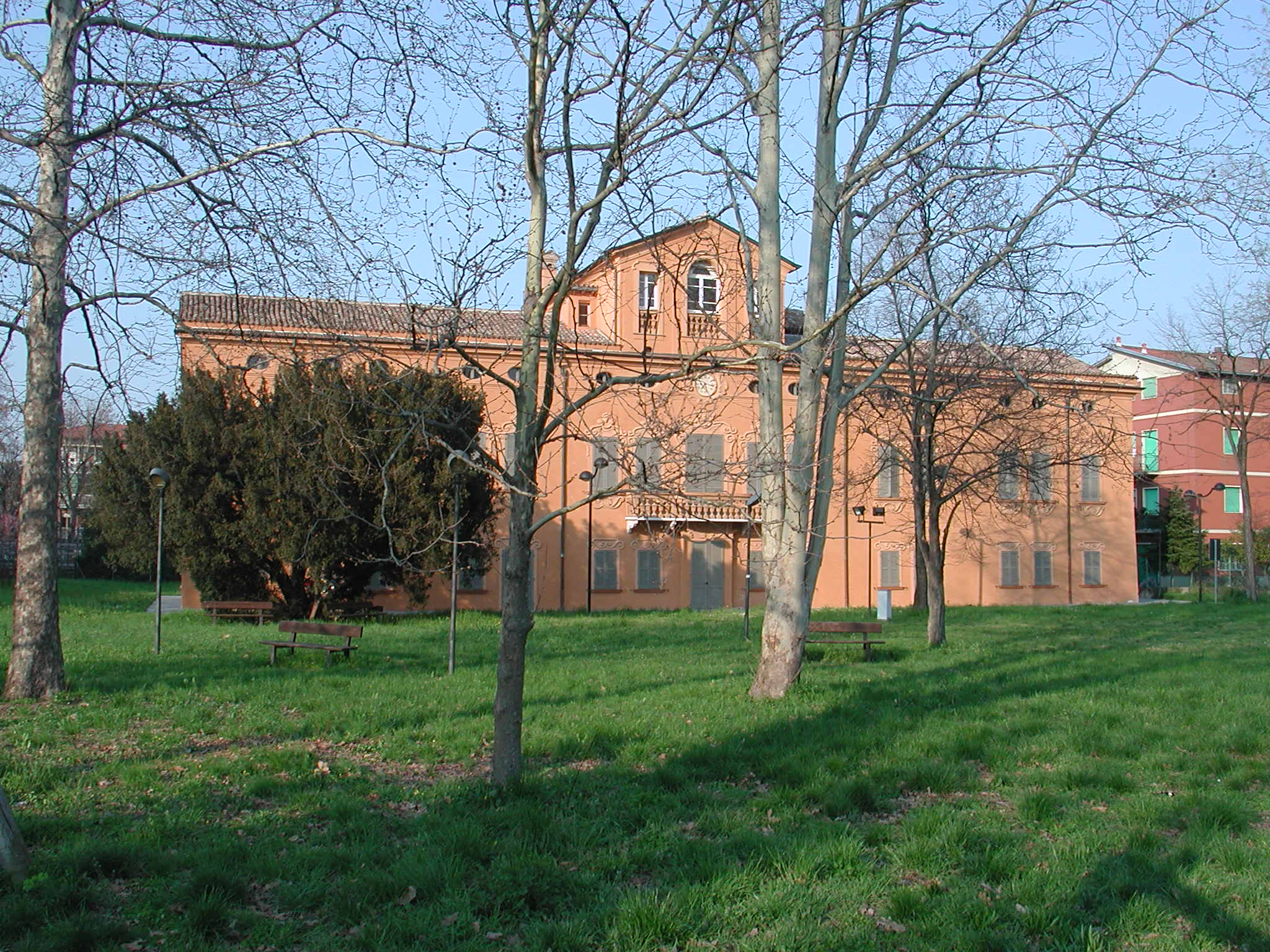
Villa Cougnet
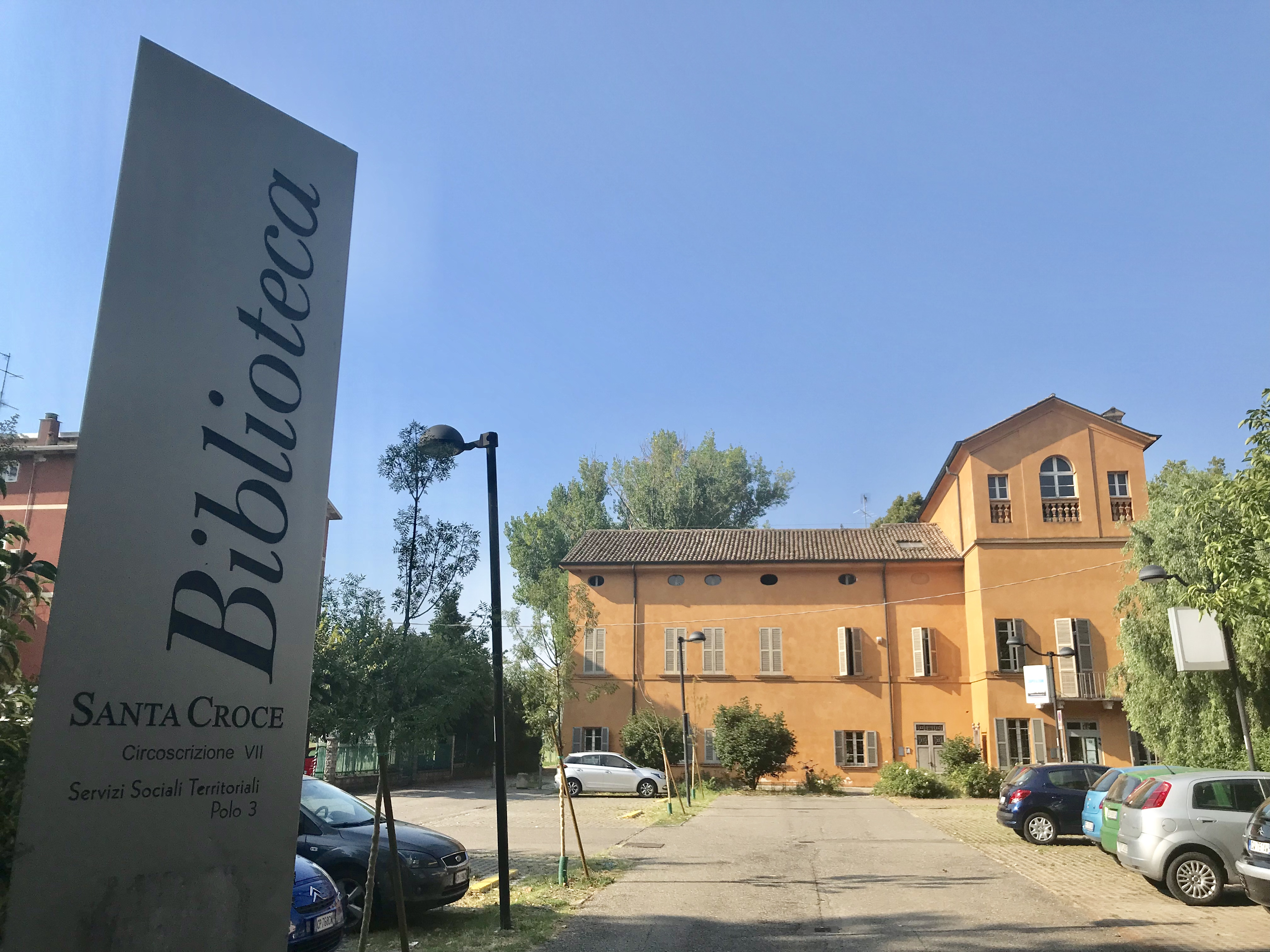
Villa Cougnet, ingresso della biblioteca municipale
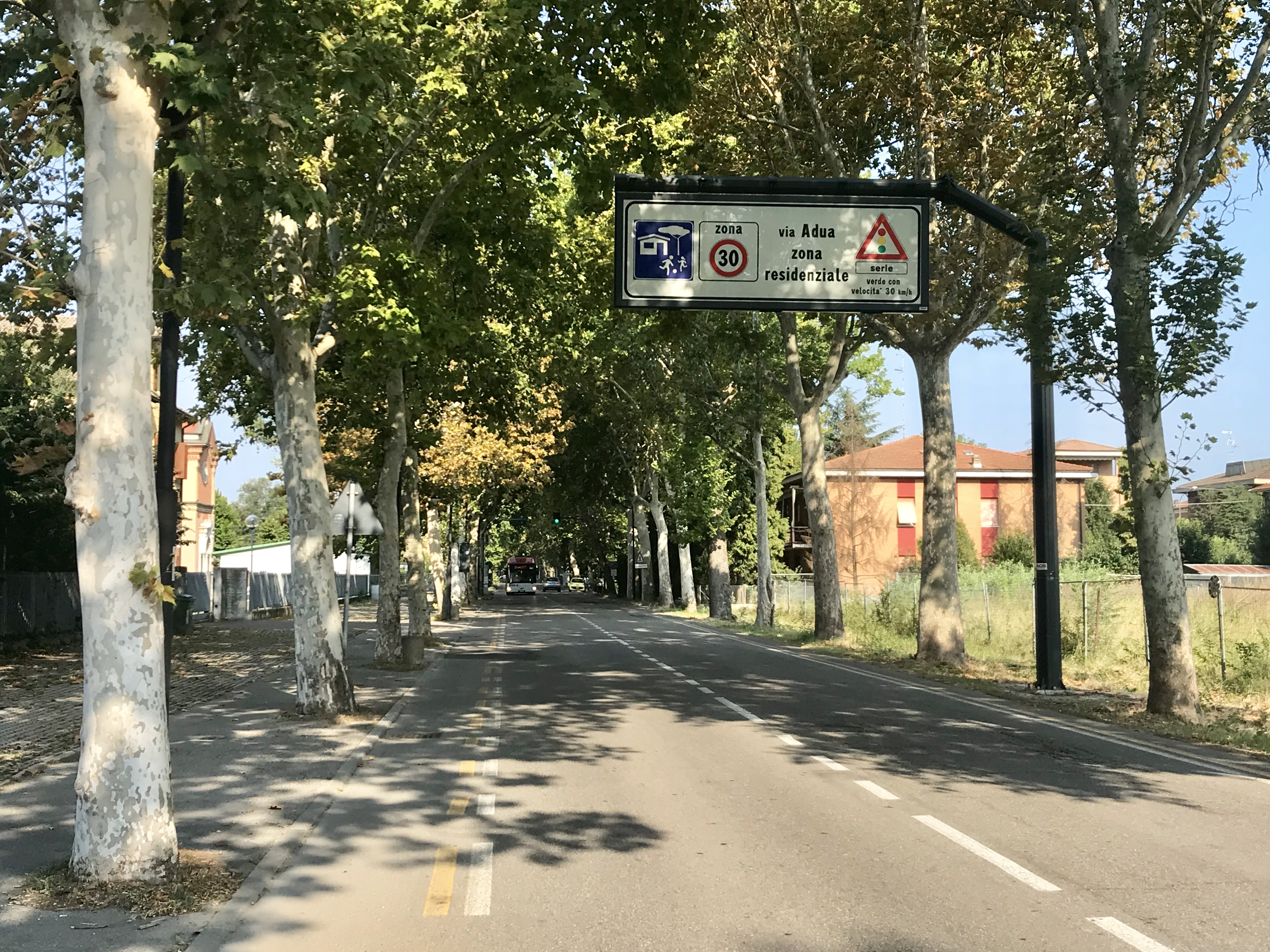
Via Adua, la strada principale del quartiere

1. ↑  Confini parrocchiali e di ambito comunale
2. ↑  Ufficio statistica del Comune di Reggio Emilia